# Niels Torp AS
Niels Torp AS är en norsk arkitektfirma, som leds av Niels Torp. 
Niels Torp AS är ett av Norges största arkitektkontor. Niels Torp blev 1970 blev delägare i Torp & Torp, vilket kontor han övertog ledningen för 1974. Sedan 1984 är firmanamnet Niels Torp AS. 
Niels Torp AS fick 1996 Kasper Salinpriset för Nils Ericsonterminalen i Göteborg.

## Verk i urval
- SAS huvudkontor, Frösundavik vid Hagaparken i Solna kommun, 1990
- British Airways huvudkontor, Heathrow, London, 1989–1998
- Vikingskipet, Hamar (tillsammans med Biong & Biong arkitekter), 1991
- Hestra, bostadsområde, Borås, Sverige, 1993
- Nils Ericsonterminalen, Göteborg, 1995
- Oslo flygplats Gardermoen, terminalbyggnad och hotell, 1998

## Bildgalleri

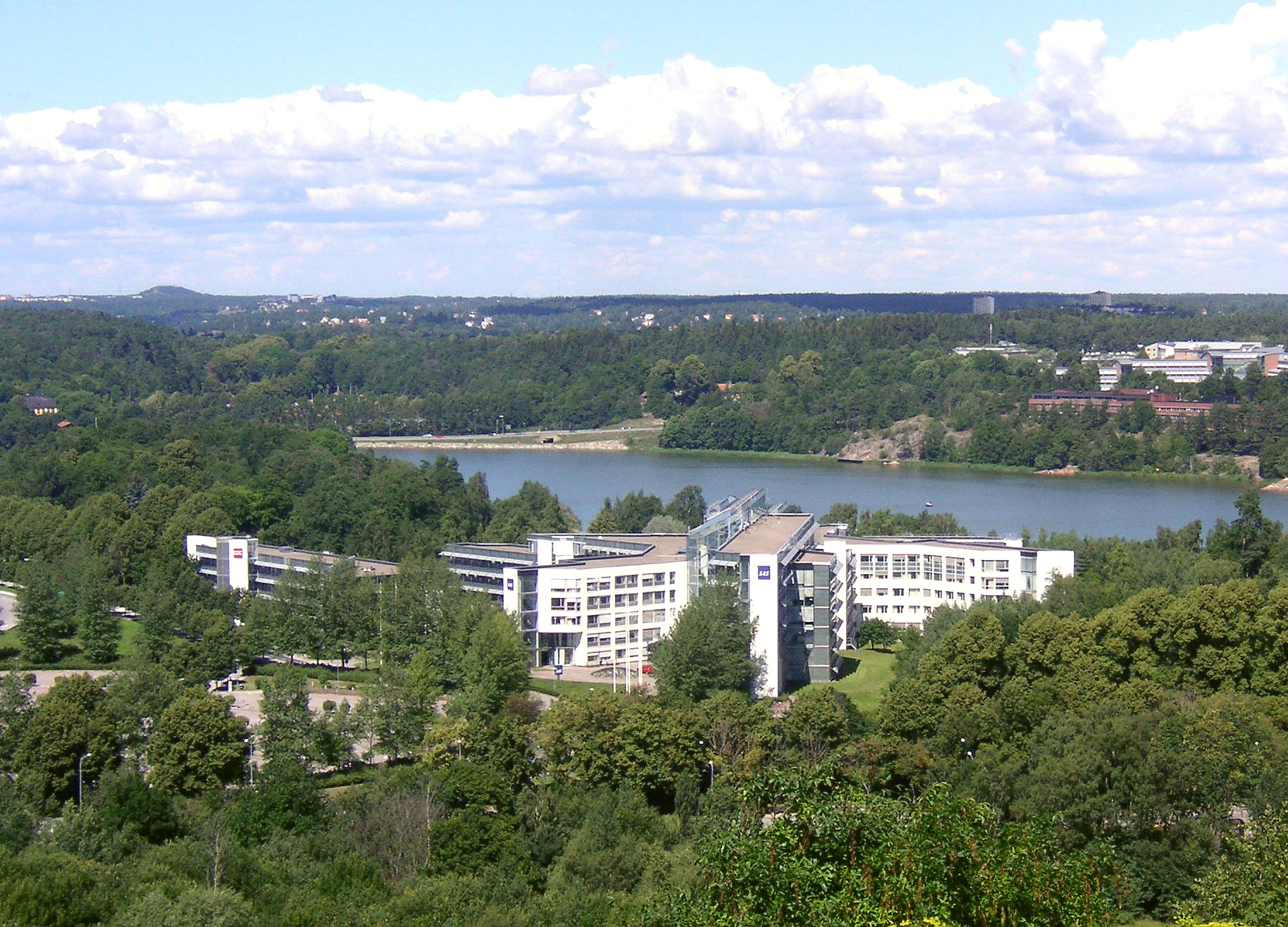
SAS huvudkontor i Solna 1985–1987
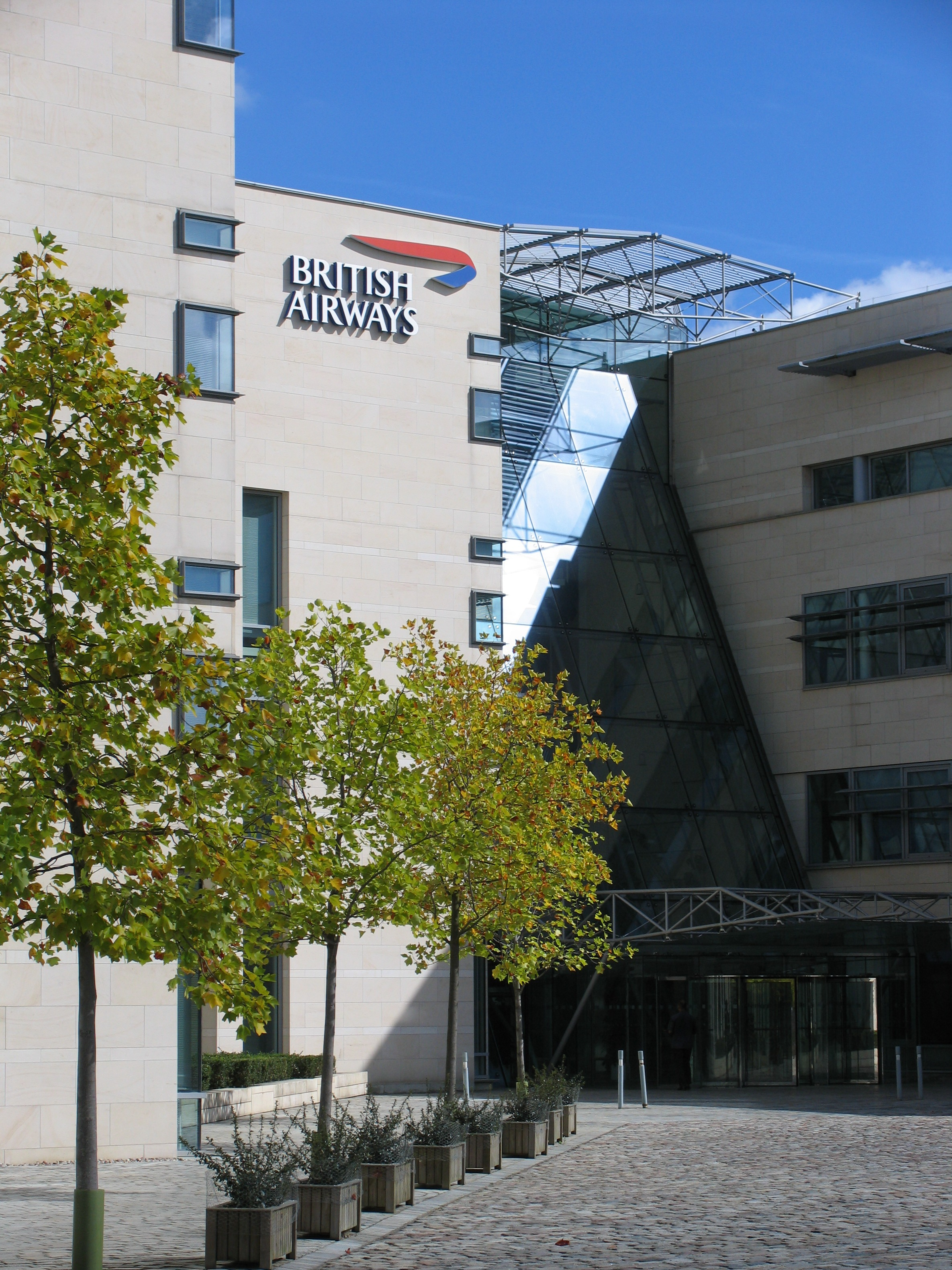
British Airways huvudkontor Waterside i London
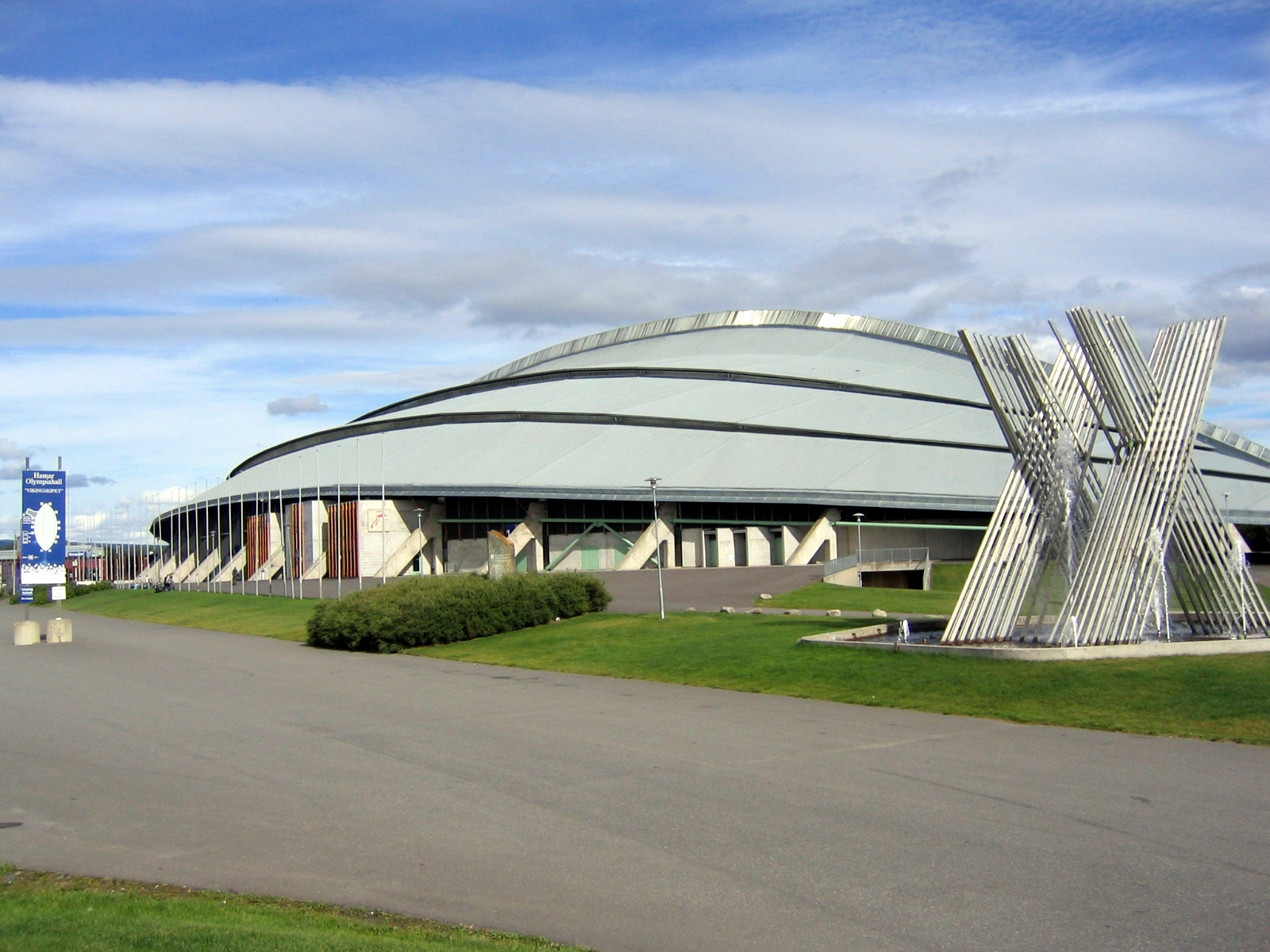
Olympiarenan i Hamar 1991
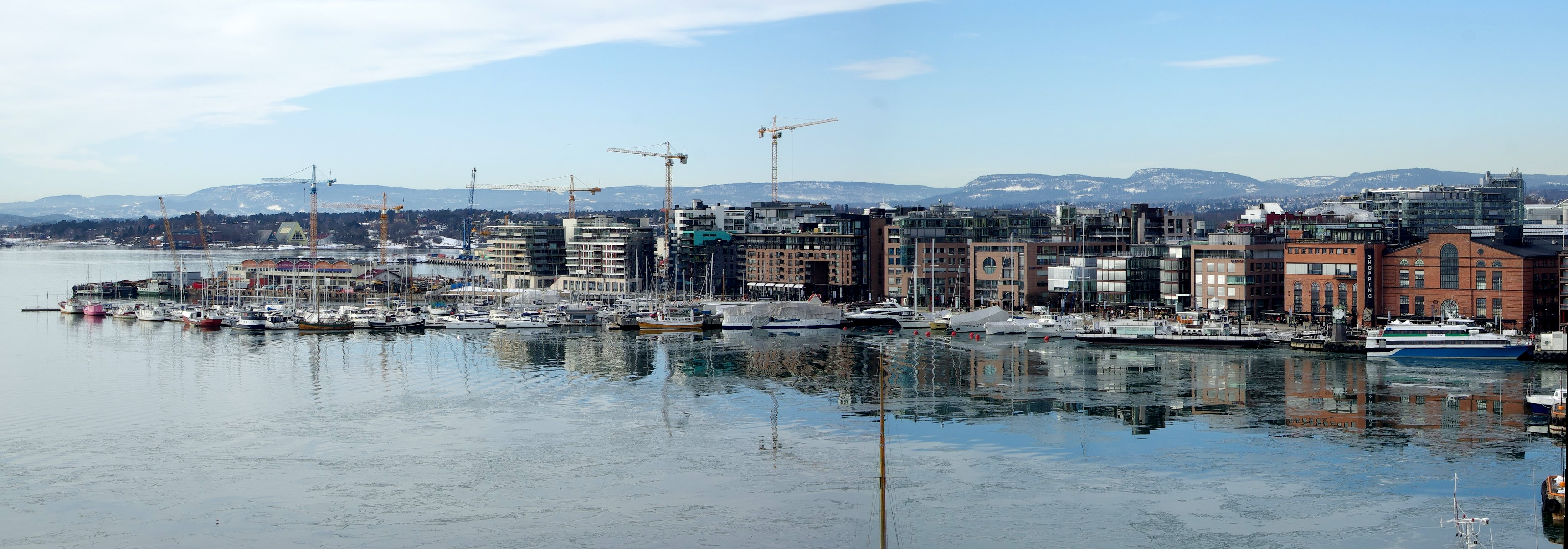
Aker Brygge i Oslo
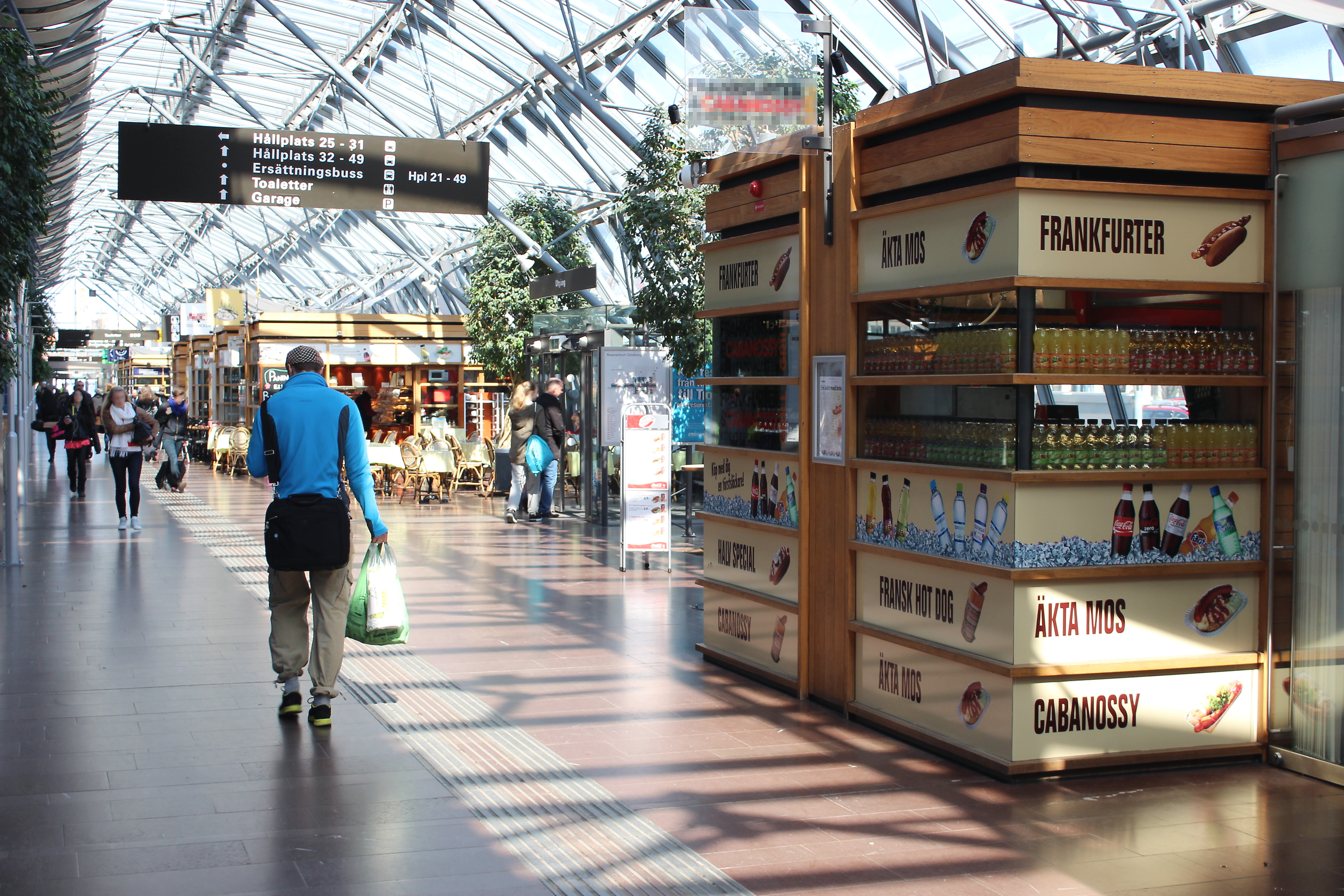
Nils Ericsson-terminalen i Göteborg